# Mayersville, Mississippi
Mayersville là một thành phố thuộc quận Issaquena, tiểu bang Mississippi, Hoa Kỳ. Năm 2010, dân số của thành phố này là 547 người.

## Dân số
- Dân số năm 2000: 795 người.
- Dân số năm 2010: 547 người.